# Jef Lettens
Jef Lettens (* 12. August 1990 in Hasselt, Belgien) ist ein belgischer Handballspieler, der dem Kader der belgischen Nationalmannschaft angehört.

## Karriere

### Im Verein
Lettens spielte in seiner Jugend bei Initia HC Hasselt. Später gehörte der Torwart der Herrenmannschaft von Initia HC Hasselt an, mit der er 2011, 2013 und 2014 die belgische Meisterschaft sowie 2010, 2012 und 2014 den belgischen Pokal gewann. Im Jahr 2015 schloss sich Lettens dem französischen Zweitligisten USM Saran an, mit dem er 2016 die Zweitligameisterschaft gewann. Daraufhin wurde der Belgier vom französischen Erstligisten Cesson Rennes Métropole HB verpflichtet.
Lettens unterschrieb im März 2018 einen ab der Saison 2019/20 laufenden Vertrag beim Erstligisten HBC Nantes, bei dem er gemeinsam mit Cyril Dumoulin das Tor hüten sollte. Im Dezember 2018 gab Nantes mit dem dänischen Nationaltorwart Emil Nielsen eine weitere Verpflichtung auf der Torwartposition bekannt. Aufgrund des Überangebots an Torhütern bei Nantes wechselte Lettens im Sommer 2019 stattdessen zum Ligakonkurrenten Fenix Toulouse Handball.

### In der Nationalmannschaft
Lettens gehörte dem belgischen Aufgebot für die Weltmeisterschaft 2023 an. Bei der Weltmeisterschaft 2023 stand er in allen sechs Spielen für seine Mannschaft, die das Turnier nach der Hauptrunde auf dem 21. Platz abschloss, auf dem Feld und hatte mit vier Stunden und 40 Minuten die längste Einsatzzeit aller Belgier. Bislang bestritt Lettens 79 Länderspiele für Belgien.